# محمد مغربي
محمد محمد هيثم المغربي (مواليد 28 أبريل 2001) هو لاعب كرة قدم مصري يلعب كمدافع في النادي الأهلي.